# Perú en los Juegos Olímpicos de Tokio 2020
Perú en los Juegos Olímpicos de Tokio 2020 estuvo representado por un total de 35 atletas que compitieron en 17 deportes. Los abanderados en la ceremonia de apertura fueron los surfistas Daniella Rosas y Lucca Mesinas.

## Atletas
| Disciplina         | Deportistas |
| Atletismo          | 8           |
| Bádminton          | 1           |
| Boxeo              | 2           |
| Ciclismo en ruta   | 1           |
| Esgrima            | 1           |
| Gimnasia artística | 1           |
| Halterofilia       | 1           |
| Judo               | 1           |
| Karate             | 1           |
| Lucha              | 1           |
| Natación           | 2           |
| Remo               | 1           |
| Skateboarding      | 1           |
| Surf               | 4           |
| Tenis              | 1           |
| Tiro               | 3           |
| Vela               | 5           |
| Total              | 35          |

## Deportes

### Atletismo
Femenino
Eventos de pista y ruta
| Atleta            | Evento               | Final       | Final       |
| Atleta            | Evento               | Tiempo      | Posición    |
| ----------------- | -------------------- | ----------- | ----------- |
| Mary Luz Andía    | 20 kilómetros marcha | 1:35:25     | 24          |
| Kimberly García   | 20 kilómetros marcha | No finalizó | No finalizó |
| Leyde Guerra      | 20 kilómetros marcha | 1:38:10     | 36          |
| Jovana de la Cruz | Maratón              | 2:36:38     | 40          |
| Gladys Tejeda     | Maratón              | 2:34:21     | 27          |

Masculino
Eventos de pista y ruta
| Atleta            | Evento               | Final   | Final    |
| Atleta            | Evento               | Tiempo  | Posición |
| ----------------- | -------------------- | ------- | -------- |
| Luis Campos       | 20 kilómetros marcha | 1:30:58 | 43       |
| César Rodríguez   | 20 kilómetros marcha | 1:24:40 | 21       |
| Cristhian Pacheco | Maratón              | 2:22:12 | 60       |

### Bádminton
| Atleta         | Evento  | Fase de grupos                     | Fase de grupos              | Fase de grupos | Eliminatoria    | Cuartos de final | Semifinal       | Final           |              |
| Atleta         | Evento  | Rival Resultado                    | Rival Resultado             | Posición       | Rival Resultado | Rival Resultado  | Rival Resultado | Rival Resultado |              |
| -------------- | ------- | ---------------------------------- | --------------------------- | -------------- | --------------- | ---------------- | --------------- | --------------- | ------------ |
| Daniela Macías | Singles | Busanan Ongbamrungphan 4–21 / 9–21 | Kristin Kuuba 19–21 / 13–21 | 3              | No clasificó    | No clasificó     | No clasificó    | No clasificó    | No clasificó |

### Boxeo
| Atleta           | Evento | Ronda de 32         | Ronda de 16           | Cuartos de final | Semifinal       | Final           | Final        |
| Atleta           | Evento | Rival Resultado     | Rival Resultado       | Rival Resultado  | Rival Resultado | Rival Resultado |              |
| ---------------- | ------ | ------------------- | --------------------- | ---------------- | --------------- | --------------- | ------------ |
| Leodan Pezo      | 63 kg  | Zakir Safiullin 0–5 | No clasificó          | No clasificó     | No clasificó    | No clasificó    | No clasificó |
| José María Lúcar | 91 kg  | ———                 | Ammar Abduljabbar 0–5 | No clasificó     | No clasificó    | No clasificó    | No clasificó |

### Ciclismo en ruta
| Atleta         | Event0 | Tiempo      | Posición    |
| -------------- | ------ | ----------- | ----------- |
| Royner Navarro | Ruta   | No finalizó | No finalizó |

### Esgrima
| Atleta           | Evento | Ronda de 64     | Ronda de 32       | Ronda de 16     | Cuartos de final | Semifinal       | Final           |              |
| Atleta           | Evento | Rival Resultado | Rival Resultado   | Rival Resultado | Rival Resultado  | Rival Resultado | Rival Resultado |              |
| ---------------- | ------ | --------------- | ----------------- | --------------- | ---------------- | --------------- | --------------- | ------------ |
| María Luisa Doig | Espada | ———             | Vivian Kong 11–15 | No clasificó    | No clasificó     | No clasificó    | No clasificó    | No clasificó |

### Gimnasia artística
| Atleta | Evento | Clasificación | Clasificación                | Clasificación | Clasificación | Clasificación | Clasificación | Final   | Final   | Final   | Final   | Final | Final    |              |              |              |              |              |              |
| Atleta | Evento | Aparato       | Aparato                      | Aparato       | Aparato       | Total         | Posición      | Aparato | Aparato | Aparato | Aparato | Total | Posición |              |              |              |              |              |              |
| ------ | ------ | ------------- | ---------------------------- | ------------- | ------------- | ------------- | ------------- | ------- | ------- | ------- | ------- | ----- | -------- | ------------ | ------------ | ------------ | ------------ | ------------ | ------------ |
| Atleta | Evento | Ariana Orrego | Concurso completo individual | 13.433        | 9.466         | Total         | Posición      | 12.066  | 12.066  | 47.031  | 74      | Total | Posición | No clasificó | No clasificó | No clasificó | No clasificó | No clasificó | No clasificó |

### Halterofilia
| Atleta       | Evento | Arranque  | Arranque | Envión    | Envión   | Total | Posición |
| Atleta       | Evento | Resultado | Posición | Resultado | Posición | Total | Posición |
| ------------ | ------ | --------- | -------- | --------- | -------- | ----- | -------- |
| Marcos Rojas | –61 kg | 105       | 14       | 135       | 12       | 240   | 12       |

### Judo
| Atleta        | Evento | Ronda de 32       | Ronda de 16     | Cuartos de final | Semifinal       | Repechaje       | Final           |              |
| Atleta        | Evento | Rival Resultado   | Rival Resultado | Rival Resultado  | Rival Resultado | Rival Resultado | Rival Resultado |              |
| ------------- | ------ | ----------------- | --------------- | ---------------- | --------------- | --------------- | --------------- | ------------ |
| Juan Postigos | −66 kg | Nathan Katz 00–10 | No clasificó    | No clasificó     | No clasificó    | No clasificó    | No clasificó    | No clasificó |

### Karate
| Atleta           | Evento | Fase de grupos                                                                     | Semifinal       | Final           |
| Atleta           | Evento | Rival Resultado                                                                    | Rival Resultado | Rival Resultado |
| ---------------- | ------ | ---------------------------------------------------------------------------------- | --------------- | --------------- |
| Alexandra Grande | 61 kg  | Anita Serogina 1 - 6 Giana Farouk 0 - 2 Jovana Preković 0 - 1 Btissam Sadini 3 - 1 | No clasificó    | No clasificó    |

### Lucha
| Atleta        | Evento | Ronda de 16     | Cuartos de final | Semifinal       | Repechaje       | Final           |              |
| Atleta        | Evento | Rival Resultado | Rival Resultado  | Rival Resultado | Rival Resultado | Rival Resultado |              |
| ------------- | ------ | --------------- | ---------------- | --------------- | --------------- | --------------- | ------------ |
| Pool Ambrocio | −86 kg | Lin Zushen 0–4  | No clasificó     | No clasificó    | No clasificó    | No clasificó    | No clasificó |

### Natación
Femenino
| Atleta           | Evento               | Eliminatoria | Eliminatoria | Semifinal    | Semifinal    | Final        | Final        |
| Atleta           | Evento               | Tiempo       | Posición     | Tiempo       | Posición     | Tiempo       | Posición     |
| ---------------- | -------------------- | ------------ | ------------ | ------------ | ------------ | ------------ | ------------ |
| McKenna De Bever | 100 metros espalda   | 1:02.09      | 2            | No clasificó | No clasificó | No clasificó | No clasificó |
| McKenna De Bever | 200 metros combinado | 2:15.86      | 1            | No clasificó | No clasificó | No clasificó | No clasificó |

Masculino
| Atleta         | Evento           | Eliminatoria | Eliminatoria | Semifinal    | Semifinal    | Final        | Final        |
| Atleta         | Evento           | Tiempo       | Posición     | Tiempo       | Posición     | Tiempo       | Posición     |
| -------------- | ---------------- | ------------ | ------------ | ------------ | ------------ | ------------ | ------------ |
| Joaquín Vargas | 200 metros libre | 1:49.93      | 3            | No clasificó | No clasificó | No clasificó | No clasificó |
| Joaquín Vargas | 400 metros libre | 3:52.94      | 3            | No clasificó | No clasificó | No clasificó | No clasificó |

### Remo
| Atleta        | Evento           | Heats   | Heats    | Repechaje | Repechaje | Cuartos de final | Cuartos de final | Semifinal SC/D | Semifinal SC/D | Final FC | Final FC |
| Atleta        | Evento           | Tiempo  | Posición | Tiempo    | Posición  | Tiempo           | Posición         | Tiempo         | Posición       | Tiempo   | Posición |
| ------------- | ---------------- | ------- | -------- | --------- | --------- | ---------------- | ---------------- | -------------- | -------------- | -------- | -------- |
| Álvaro Torres | Scull individual | 7:07.92 | 3        | —————     | —————     | 7:31.85          | 4                | 7:02.49        | 1              | 7:03.69  | 17       |

### Skateboarding
| Atleta      | Evento | Clasificación | Clasificación | Final  | Final    |
| Atleta      | Evento | Puntos        | Posición      | Puntos | Posición |
| ----------- | ------ | ------------- | ------------- | ------ | -------- |
| Angelo Caro | Calle  | 32.93         | 7             | 32.87  | 5        |

### Surf
Femenino
| Atleta           | Evento     | Ronda 1 | Ronda 1  | Ronda 2 | Ronda 2  | Ronda 3                    | Cuartos de final | Semifinal       | Final           |
| Atleta           | Evento     | Puntos  | Posición | Puntos  | Posición | Rival Resultado            | Rival Resultado  | Rival Resultado | Rival Resultado |
| ---------------- | ---------- | ------- | -------- | ------- | -------- | -------------------------- | ---------------- | --------------- | --------------- |
| Sofía Mulánovich | Shortboard | 7.80    | 3        | 9.36    | 3        | Carissa Moore 10.34 – 9.90 | No clasificó     | No clasificó    | No clasificó    |
| Daniella Rosas   | Shortboard | 7.50    | 4        | 8.14    | 5        | No clasificó               | No clasificó     | No clasificó    | No clasificó    |

Masculino
| Atleta        | Evento     | Ronda 1 | Ronda 1  | Ronda 2 | Ronda 2  | Ronda 3                          | Cuartos de final         | Semifinal       | Final           |
| Atleta        | Evento     | Puntos  | Posición | Puntos  | Posición | Rival Resultado                  | Rival Resultado          | Rival Resultado | Rival Resultado |
| ------------- | ---------- | ------- | -------- | ------- | -------- | -------------------------------- | ------------------------ | --------------- | --------------- |
| Lucca Mesinas | Shortboard | 11.40   | 1        | ——      | ——       | Leonardo Fioravanti 10.77 – 8.86 | Owen Wright 7.83 – 12.74 | No clasificó    | No clasificó    |
| Miguel Tudela | Shortboard | 10.67   | 2        | ——      | ——       | Hiroto Ohhara 10.00 – 9.63       | No clasificó             | No clasificó    | No clasificó    |

### Tenis
| Atleta              | Evento  | Ronda de 64                 | Ronda de 32     | Ronda de 16     | Cuartos de final | Semifinal       | Final           |              |
| Atleta              | Evento  | Rival Resultado             | Rival Resultado | Rival Resultado | Rival Resultado  | Rival Resultado | Rival Resultado |              |
| ------------------- | ------- | --------------------------- | --------------- | --------------- | ---------------- | --------------- | --------------- | ------------ |
| Juan Pablo Varillas | Singles | Diego Schwartzman 5–7 / 4–6 | No clasificó    | No clasificó    | No clasificó     | No clasificó    | No clasificó    | No clasificó |

### Tiro
| Atleta              | Evento                            | Clasificación | Clasificación | Final        | Final        |
| Atleta              | Evento                            | Puntos        | Posición      | Puntos       | Posición     |
| ------------------- | --------------------------------- | ------------- | ------------- | ------------ | ------------ |
| Marko Carrillo      | Pistola de aire 10 metros         | 569           | 29            | No clasificó | No clasificó |
| Marko Carrillo      | Pistola rápida de fuego 25 metros | 572           | 18            | No clasificó | No clasificó |
| Alessandro de Souza | Fosa                              | 118           | 27            | No clasificó | No clasificó |
| Nicolás Pacheco     | Skeet                             | 122           | 8             | No clasificó | No clasificó |

### Vela
Femenino
| Atleta                           | Evento       | Carrera | Carrera | Carrera | Carrera | Carrera | Carrera | Carrera | Carrera | Carrera | Carrera | Carrera | Carrera | Puntos | Posición final |
| Atleta                           | Evento       | 1       | 2       | 3       | 4       | 5       | 6       | 7       | 8       | 9       | 10      | 11      | 12      | Puntos | Posición final |
| -------------------------------- | ------------ | ------- | ------- | ------- | ------- | ------- | ------- | ------- | ------- | ------- | ------- | ------- | ------- | ------ | -------------- |
| Paloma Schmidt                   | Laser radial | 17      | 29      | 39      | 38      | 29      | 35      | 32      | 35      | 31      | 11      | —       | —       | 304    | 36             |
| María Belén Bazo                 | RS:X         | 14      | 13      | 17      | 15      | 8       | 5       | 12      | 12      | 11      | 15      | 11      | 14      | 147    | 13             |
| Diana Tudela María Pia van Oordt | 49er FX      | 19      | 18      | 22      | 19      | 18      | 17      | 17      | 18      | 16      | 16      | 5       | 11      | 196    | 20             |

Masculino
| Atleta            | Evento | Carrera | Carrera | Carrera | Carrera | Carrera | Carrera | Carrera | Carrera | Carrera | Carrera | Puntos | Posición final |
| Atleta            | Evento | 1       | 2       | 3       | 4       | 5       | 6       | 7       | 8       | 9       | 10      | Puntos | Posición final |
| ----------------- | ------ | ------- | ------- | ------- | ------- | ------- | ------- | ------- | ------- | ------- | ------- | ------ | -------------- |
| Stefano Peschiera | Laser  | 12      | 26      | 21      | 18      | 19      | 33      | 19      | 15      | 14      | RET     | 213    | 25             |